# Жизнь Карла Великого

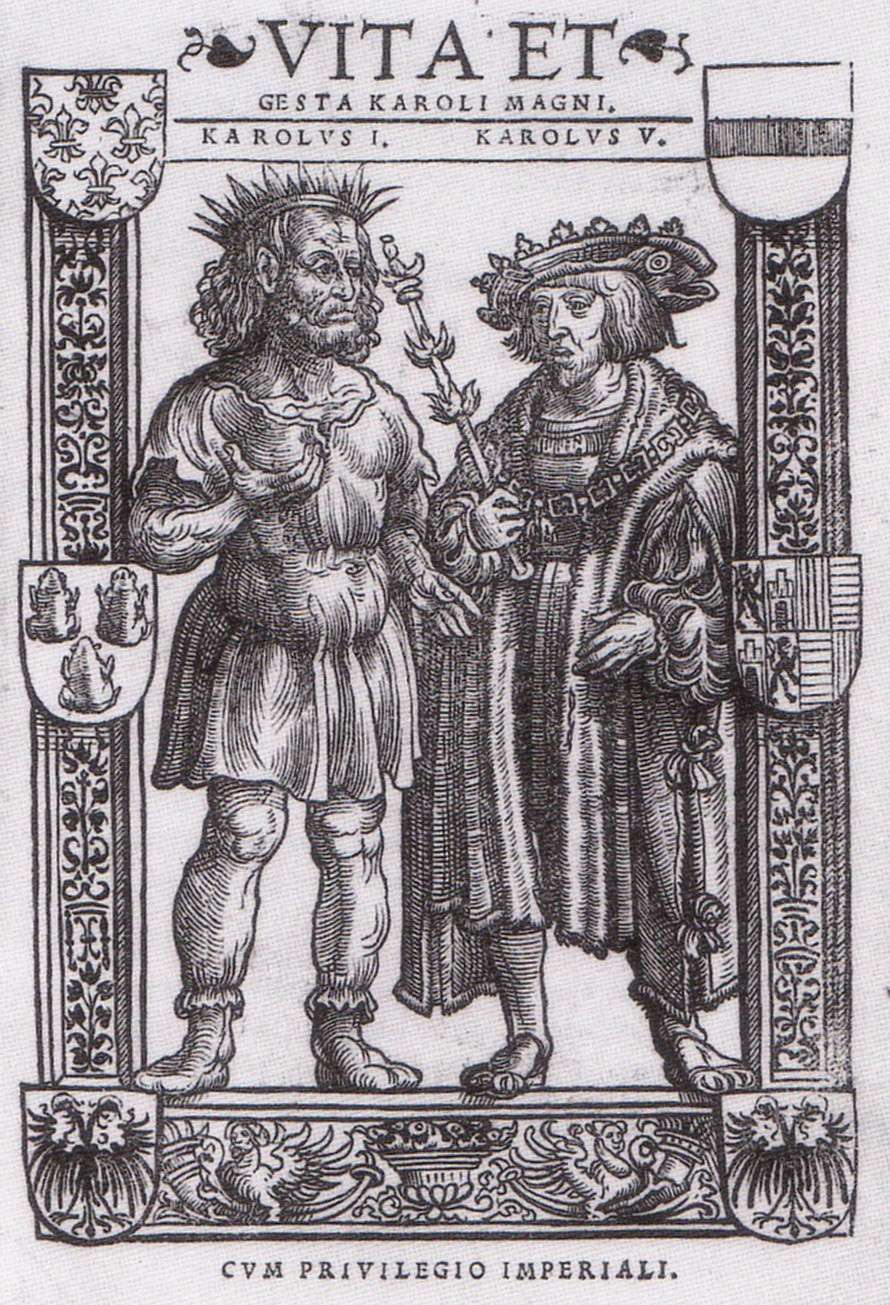
Карл Великий и Карл V в издании 1521 года.

Vita Karoli Magni («Жизнь Карла Великого») — биография Карла Великого, короля франков и императора Запада, написанная Эйнхардом.
Историки традиционно считают данную работу первым примером биографии европейского короля. Автор стремился подражать стилю древнеримского биографа Светония, автора работы «Жизнь двенадцати цезарей». Биография Карла написана в первую очередь по образцу биографии императора Августа, первого императора Римской империи. 
«Жизнь Карла Великого» состоит из ряда крупных разделов, в первом из которых описываются войны и внешняя политика Карла, а во втором — его частная жизнь; второй раздел оканчивается рассказом о последних днях императора, его смерти и погребении.

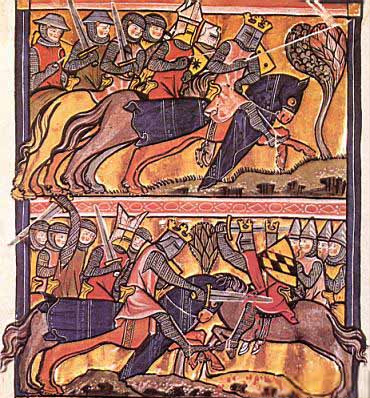
Иллюстрация из рукописи «Жизни Карла Великого» XIII века.

Точная дата написания работы неизвестна. Книга была написана после смерти Карла в 814 году, временем написания обычно считается период с 817 по 833 годы, в правление короля Людовика Благочестивого. 
Около 840 года ученик Эйнхарда Валафрид Страбон, настоятель монастыря Райхенау, составил к «Жизни Карла Великого» предисловие, включив в него панегирик своему учителю, а также разбил его труд на главы, присвоив им названия
На протяжении всего Средневековья работа Эйнхарда была основным источником о временах Карла Великого, однако надёжность многих фактов, освещённых в ней, находится под большим сомнением, поскольку в биографии отражены лишь положительные (и не обязательно бывшие таковыми в действительности) факты и поступки императора. По мнению многих историков, очень многие факты и события в работе или искажены, или просто не упомянуты. Тем не менее, даже с учётом весьма вероятного ухода от истины данная работа является ценнейшим историческим источником по истории и культуре Раннего Средневековья.
Известно не менее 134 рукописей «Жизни Карла Великого», старейшие из которых датированы IX веком.